# Vòng loại Cúp bóng đá Nam Mỹ 2024 (vòng play-off)
Vòng play-off vòng loại Cúp bóng đá Nam Mỹ 2024 được diễn ra với sự góp mặt của 4 đội tuyển đến từ CONCACAF để xác định 2 tấm vé cuối cùng góp mặt tại Cúp bóng đá Nam Mỹ 2024. Hai trận đấu play-off đều được diễn ra tại Sân vận động Toyota ở Frisco, Texas của Hoa Kỳ.

## Hạt giống
Các cặp play-off được xác định dựa vào thứ hạng CONCACAF trên bảng xếp hạng của FIFA cập nhật vào tháng 11 năm 2023.
| Vị trí | Đội tuyển          | Thứ hạng | Điểm  |
| ------ | ------------------ | -------- | ----- |
| 1      | Canada             | 4        | 1,710 |
| 2      | Costa Rica         | 5        | 1,617 |
| 3      | Honduras           | 7        | 1,454 |
| 4      | Trinidad và Tobago | 10       | 1,375 |

1. ↑  CONCACAF rankings (as of 22 November 2023)[4][5]

Các trận đấu được sắp xếp như sau:
- Đội xếp thứ nhất hạt giống gặp đội xếp thứ tư.
- Đội xếp thứ hai hạt giống gặp đội xếp thứ ba.

## Trận đấu play-off
Lịch thi đấu đã được xác nhận bởi CONCACAF vào ngày 22 tháng 11 năm 2023. Các trận đấu đều sẽ diễn ra theo Múi giờ miền Đông (UTC−4)

### Play-off CONCACAF 5
| Canada                          | 2–0      | Trinidad và Tobago |
| ------------------------------- | -------- | ------------------ |
| - Larin 61' - Shaffelburg 90+1' | Chi tiết |                    |

Canada giành quyền tham dự Cúp bóng đá Nam Mỹ 2024 và nằm ở bảng A.

### Play-off CONCACAF 6
| Costa Rica                             | 3–1      | Honduras       |
| -------------------------------------- | -------- | -------------- |
| - Galo 12' - Madrigal 56' - Brenes 62' | Chi tiết | - Chirinos 10' |

Costa Rica giành quyền tham dự Cúp bóng đá Nam Mỹ 2024 và nằm ở bảng D.